# 韦格尔河
韦格尔河（法語：Vègre，法語發音：[vɛɡʁ]）是法國的河流，位於該國西部，屬於萨尔特河的右支流，河道全長85.1公里，流域面積401平方公里，平均流量每秒3.19立方米，發源自鲁埃塞瓦塞，河口處在阿瓦斯附近。

## 外部連結
- http://www.geoportail.fr （页面存档备份，存于）
- Sandre数据库中的韦格尔河